# Inherit the Wind (1965)
Inherit the Wind é um telefilme americano de 1965, do gênero drama histórico-biográfico, dirigido por George Schaefer, com roteiro de Robert Hartung baseado na peça teatral homônima de Jerome Lawrence e Robert Edwin Lee e estrelado por Melvyn Douglas, Ed Begley e Dick York.

## Histórico
A peça original, escrita em 1951 e encenada pela primeira vez em 1955, teve várias filmagens, a primeira em 1960, a segunda em 1988 e a terceira em 1999. O texto original usou como tema um caso real de 1925, Scopes "Monkey" Trial (“O Julgamento do Macaco”), como uma parábola ao macartismo da época.
O ator Ed Begley fez no filme o mesmo papel, a personagem Matthew Harrison Brady, que fizera na peça original, na Broadway, em 1955.

## Sinopse
Um professor, Henry Drummond (cujo personagem é baseado em John Thomas Scopes), é julgado criminalmente por ensinar a Teoria da Evolução de Charles Darwin em uma escola pública. “Monkey Trial” (O Julgamento do Macaco), como ficou conhecido, tem repercussão mundial mediante uma batalha travada entre os advogados de acusação e a defesa, que é impedida pelo juiz de apresentar cientistas como testemunhas em favor da teoria da evolução. O julgamento dura 11 dias e é o primeiro a ser transmitido pelo rádio.

## Elenco
- Melvyn Douglas … Henry Drummond
- Ed Begley	… 	Matthew Harrison Brady
- Dick York   …	 Bertram T. Cates
- Diane Baker … Rachel Brown
- Burt Brinckerhoff … Bertram t. Cates
- Murray Hamilton … E. K. Hornbeck
- John Randolph ... Reverendo Brown

## Premiações
Prêmio Emmy
- Indicação:Direção de Drama - George Schaefer[carece de fontes?]
- Indicação:Programa Dramático- George Schaefer (produção)[carece de fontes?]
- Indicação:Atriz Coadjuvante em Drama - Diane Baker[carece de fontes?]
- Indicação:Ator em Drama - Ed Begley[carece de fontes?]
- Indicação:Ator em Drama - Melvyn Douglas[carece de fontes?]